# Muscle obturateur externe
Pour les articles homonymes, voir Obturateur.
Le muscle obturateur externe est un muscle du membre inférieur situé dans la cuisse. Il appartient au groupe des muscles pelvi-trochantériens et se situe dans la partie supérieure de la loge fémorale médiale.

## Description
Le muscle obturateur externe est un muscle plat en éventail qui relie l'os coxal au fémur.

## Origine
Le muscle obturateur externe se fixe sur la face externe de l'os coxal sur le pourtour du foramen obturé et sur la membrane obturatrice.

## Trajet
Ses fibres musculaires se dirigent en convergeant en dehors et en arrière, passent successivement sous, en arrière puis au-dessus du col du fémur pour se finir par un tendon.

## Terminaison
Le muscle obturateur externe s'insère dans la fosse trochantérienne.

## Innervation
Le muscle obturateur externe est innervé par le rameau postérieur du nerf obturateur.

## Anatomie fonctionnelle
Le muscle obturateur externe est :
- Rotateur externe de la hanche
- Adducteur de la cuisse.

## Galerie

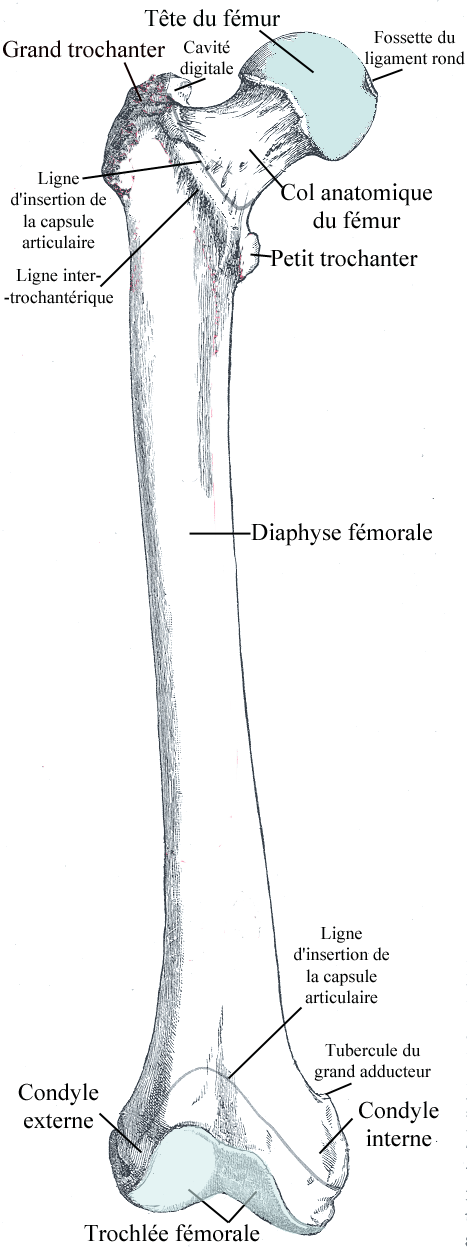
Fémur
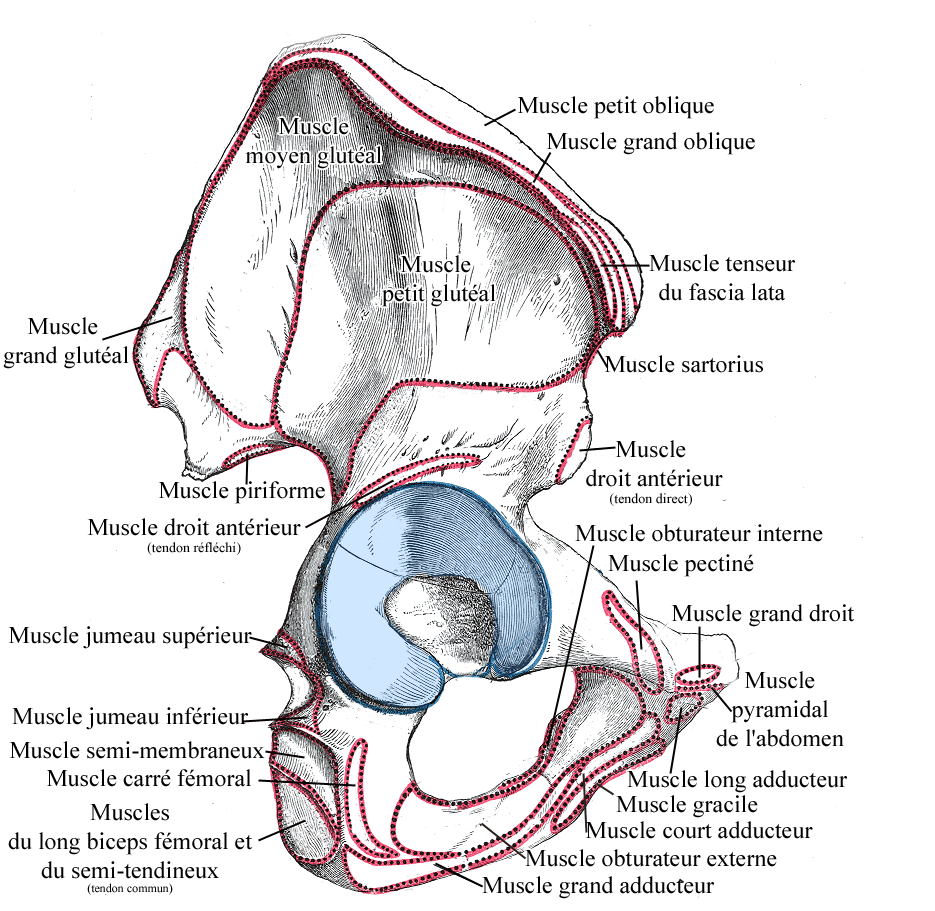
Os coxal